# Stressfraktur
Stressfraktur, utmattningsfraktur, eller marschfraktur uppstår när skelettet överbelastas vid upprepade tillfällen (en så kallad förslitningsskada). Skadan drabbar främst underben och mellanfotsben. Överbelastning kan bland annat bero på en för stor träningsdos, hårt underlag, dåliga skor eller tidigare skador vilka tvingar kroppen att föra över belastningen till andra områden vilket kan leda till överbelastning. Skadan karaktäriseras av små sprickor i ett av kroppens ben. [1]

## Symptom
Exempel på symptom vid stressfaktur är bensmärta som ökar vid belastning men oftast försvinner vid vila, förhöjd värk vid tryck över det drabbade området eller svullnad och värmeökning som kan uppkomma lokalt vid det drabbade området.

## Stressfrakturer behandlas främst med vila och benets självläkning. Dock kan fortsatt ansträngning leda till att skadan förvärras och i allvarliga fall till att benet går av. Vid allvarligare fall kan förstärkning av benet göras med skruvar i titan eller annat material. Hålfotsinlägg eller andra yttre stöd kan också användas.
| ”       | Stressfrakturer i mellanfotsben behandlas i 4–6 veckor genom att patienten undviker hopp och löpning på hårt underlag. Ordinera ej vila! För löpare gäller vattenlöpning. | „ |
| – Fass, | |   |

## Vilka brukar drabbas av skadan?
Stressfrakturer är en mycket vanlig idrottsskada, särskilt bland de som löptränar mycket. Skadan drabbar även till exempel gymnaster, balettdansare och motionslöpare. Stressfrakturer är också vanligt bland de som utövar aerobics och liknande träningsformer. Dessa personer drabbas vanligtvis av stressfraktur i foten och underbenet.

## Hur förebyggs skadan?
Skadan förebyggs bäst genom att vila om smärta uppstår.
Om smärtan kvarstår under en längre tid rekommenderas läkarbesök.[1]

### Övriga källor
1. 1. ^ a b c d
  2. ^ Agneta Enblad, Leg. sjukgymnast, Ansvarig vid Idrottsmedicinska Kliniken
  3. ^ [1]
  4. ^ "Stressfraktur i foten. Råd & Behandling av Stressfaktur" Idrottsskadeexperten